# Боян Петков
Боян Петков е български музикант, един от основателите и басист на група Остава.

## Биография
Роден е на 9 август 1971 година в град Карлово. На 14-годишна възраст започва да свири класическа китара в школа в родния си град.
През 1991 година, заедно с Георги Димитров Георгиев основават група „Остава“, като първите изяви на групата са в град Габрово, където Боян учи в местния технически университет.
Освен музикалната си кариера, Петков работи за компанията „Кока-Кола Хеленик Ботълинг Къмпани България“, където заема позиция мениджър на производствен център.
През 2011 година групата ще чества своята 20-годишнина, като групата планира национално турне, издаването на книга и пускане на филм за групата.
Боян Петков е почитател и на планинския туризъм.